# AYYO
AYYO (настоящее имя — Алексей Александрович Карпенко; род. 7 июня 1996 г., Чебаркуль) — российский музыкальный продюсер и хип-хоп исполнитель.

## Биография
Родился 7 июня 1996 года в городе Чебаркуль.
Детство и юность вплоть до 2014 года прожил в п. Пангоды
В 2014 году переехал в Москву и записал песню «ТыКлассная» за которой последовали первые выступления в Москве (Lookin Rooms, Известия Hall, Ray Just Arena и тд.).
В 2015—2016 году выпускает клипы («Чо Думаешь Ты Тамблер», «Лакшери») совместно с ЯнГо и Эльдаром Джараховым которые набрали около 2 млн просмотров.
Песня «Чо думаешь ты тамблер» превратилась в цитату, а о клипе написали статью в журнале «Elle Girl».
2016 год — выпуск альбома «Феникс I» под лейблом Птахи — ЦАО Rec. 2018 год — Выпуска альбома «Fuck&Roll» совместно со студией «Союз».
Летом 2018 года подписал контракт с Warner Music и выпустил сингл и клип на песню «Мы Горим» совместно с артистом Steve Prince.
В начале 2019 года меняет никнейм Alexey Fenix на AYYO и выпускает альбом Face.
В 2020 году подписывает контракт со Смоки Мо и в этом же году совместно с Гуфом и Lil Kate принимает участие в EP «Super Mario».
В августе 2020 года выходит сингл «UZI»
В феврале 2021 года выходит Альбом «NoFace», со ставшим популярным в Tik-Tok треком «Не замечала»
В мае 2021 года выходит песня «Мало» совместно с Смоки Мо, сингл попадает в Топ-10 Shazam, на звук в Tik-Tokе снимают более 100тыс. видео, и песня получает Золотую Сертификацию. А также появляется в сериале от ТНТ — Год культуры с Фёдором Бондарчуком в главной роли
В Июле 2021 года выходит альбом «MEOW».
В Январе 2022 года выходит совместный клип с Кравцем — «Фонари», который попадает в ротацию телеканала ТНТ-Music и Музыка Первого.

## Дискография
Альбомы
- 2019 — Face
- 2021 — NoFace (prod. AYYO)
- 2022 — Meow (prod. AYYO)

Синглы
- 2019 — Shut Up (prod. Смоки Мо)
- 2019 — B.A.D
- 2019 — Рви мои струны
- 2019 — Нити
- 2019 — GasLight
- 2019 — Смерть или боль
- 2019 — When i die
- 2019 — Cobain
- 2020 — UZI
- 2020 — BackPack
- 2020 — CrazyStupid
- 2020 — SubZero
- 2020 — SelfMade
- 2020 — Picasso (ft. Смоки Мо)
- 2020 — Не в себе
- 2020 — DingDing
- 2020 — FastFlower
- 2020 — Тратата
- 2020 — Не замечала
- 2021 — GetHigh
- 2021 — Мало (ft. Смоки Мо)
- 2021 — Panerai
- 2021 — RPG
- 2021 — Lucky
- 2021 — Ничего
- 2021 — Окей
- 2021 — Слепит
- 2021 — Loco
- 2021 — Забывай
- 2021 — Потерял
- 2021 — Пускай
- 2021 — I’m Okay
- 2021 — Миллионы
- 2021 — Visa
- 2022 — Фонари (ft. Кравц)
- 2022 — План